# Tiffany Cohen
Tiffany Lisa Cohen, później Adams i Lalonde (ur. 11 czerwca 1966 w Culver City) – amerykańska pływaczka. Dwukrotna złota medalistka olimpijska z Los Angeles.
Specjalizowała się w stylu dowolnym, rywalizowała na długich dystansach. W Los Angeles zwyciężyła w wyścigu na 400 i 800 metrów kraulem (pod nieobecność pływaczek z bloku wschodniego). W 1982 zdobyła brązowy medal mistrzostw świata. Została przyjęta do International Swimming Hall of Fame.

## Starty olimpijskie
Los Angeles 1984
- 400 m kraulem, 800 m kraulem – złoto